# (6532) Scarfe
(6532) Scarfe (1995 AC) – planetoida z pasa głównego asteroid okrążająca Słońce w ciągu 5,65 lat w średniej odległości 3,17 j.a. Odkryta 4 stycznia 1995 roku.